# 克赖沙
克赖沙（德語：Kreischa）是德国萨克森州的一个市镇，隶属于萨克森施韦茨-东厄尔士山县。总面积为28.92平方千米，截至2020年总人口为4533人。